# Mesél az erdő 2. – Az erdő szelleme
A Mesél az erdő 2. – Az erdő szelleme (eredeti cím: Espíritu del bosque) 2008-ban bemutatott spanyol 3D-s számítógépes animációs film, amely a 2001-ben bemutatott Mesél az erdő című animációs film folytatása. 
Spanyolországban 2008. szeptember 12-én mutatták be a mozikban, Magyarországon 2010. november 10-én adták ki DVD-n.

## Szereplők
| Szereplő       | Angol hang          | Magyar hang          |
| -------------- | ------------------- | -------------------- |
| Furi           | Sean Astin          | Gáspár András        |
| Linda          | Laurence Bouvard    | Törtei Tünde         |
| Mrs. D'Abondo  | Anjelica Huston     | Kocsis Mariann       |
| Tölgy fa       | Ron Perlman         | Barbinek Péter       |
| Cebolo         | Giovanni Ribisi     | Kossuth Gábor        |
| Piorno         | Martin T Sherman    | Vári Attila          |
| Huhu           | Martin T Sherman    | Szokol Péter         |
| Hoho           | Stefan Ashton Frank | Maday Gábor          |
| Magnate        | Stefan Ashton Frank | Forgács Gábor        |
| Cuscus         | Stefan Ashton Frank | Rosta Sándor         |
| Mr. D'Abondo   | Tom Clarke Hill     | Rosta Sándor         |
| Eukaliptusz fa | Tom Clarke Hill     | Fehér Péter          |
| Triston        | Tom Clarke Hill     | Fehér Péter          |
| Tigris         | Tom Clarke Hill     | Csík Csaba Krisztián |
| Morrina        | Jo Wyatt            | Solecki Janka        |
| Baby           | Laurence Bouvard    | Solecki Janka        |
| Fenyő fa       | Juan Miguel Cuesta  | Sótonyi Gábor        |
| Gordo          | Juan Miguel Cuesta  | Sótonyi Gábor        |
| Magyaltölgy fa | Laurel Lefkow       | Szórádi Erika        |
| Sabela         | Laurel Lefkow       | Szórádi Erika        |
| Rosento        | Eric Meyers         | Forgács Gábor        |
| Rodemor        | Eric Meyers         | Forgács Gábor        |
| Ikrek          | Stephane Cornicarde | N/A                  |

## Televíziós megjelenések
Film+, RTL Klub 